# Phlyctochytrium indicum
Phlyctochytrium indicum är en svampart som beskrevs av Karling 1964. Phlyctochytrium indicum ingår i släktet Phlyctochytrium och familjen Chytridiaceae.   Inga underarter finns listade i Catalogue of Life.